# Ghazawijja
Ghazawijja (arab. غزاوية) – wieś w Syrii, w muhafazie Aleppo, w dystrykcie Afrin. W 2004 roku liczyła 1413 mieszkańców.